# Bronson (película)
Bronson es una película de comedia negra y crimen del año 2008 dirigida por Nicolas Winding Refn y protagonizada por Tom Hardy. Bronson es narrada con humor crudo, borrando la línea entre la comedia y el horror.

## Sinopsis
Narra la vida del delincuente y secuestrador británico Michael Gordon Peterson, actualmente encarcelado en la prisión Woodhill (Reino Unido), quien como seudónimo de boxeador utilizaba el nombre del actor Charles Bronson.

## Elenco
- Tom Hardy como Michael «Charles Bronson» Peterson.
- Matt King como Paul Daniels.
- Kelly Adams como Irene.
- James Lance como Phil Danielson.
- Amanda Burton como la madre de Peterson.
- Juliet Oldfield como Alison.
- Hugh Ross como el tío Jack.
- Edward Bennett-Coles como Brian.
- Katy Barker como Julie.
- Richard Jones como un lunático.
- William Darke como Michael Peterson a los 13 años de edad.
- Andrew Forbes como Joe Peterson (padre del boxeador).
- Tom Read como el oficial de policía 1.
- Jonathan Phillips como el director de la prisión.